# 頂橋仔遺址
頂橋仔遺址位於台中市南區國立中興大學校園內。

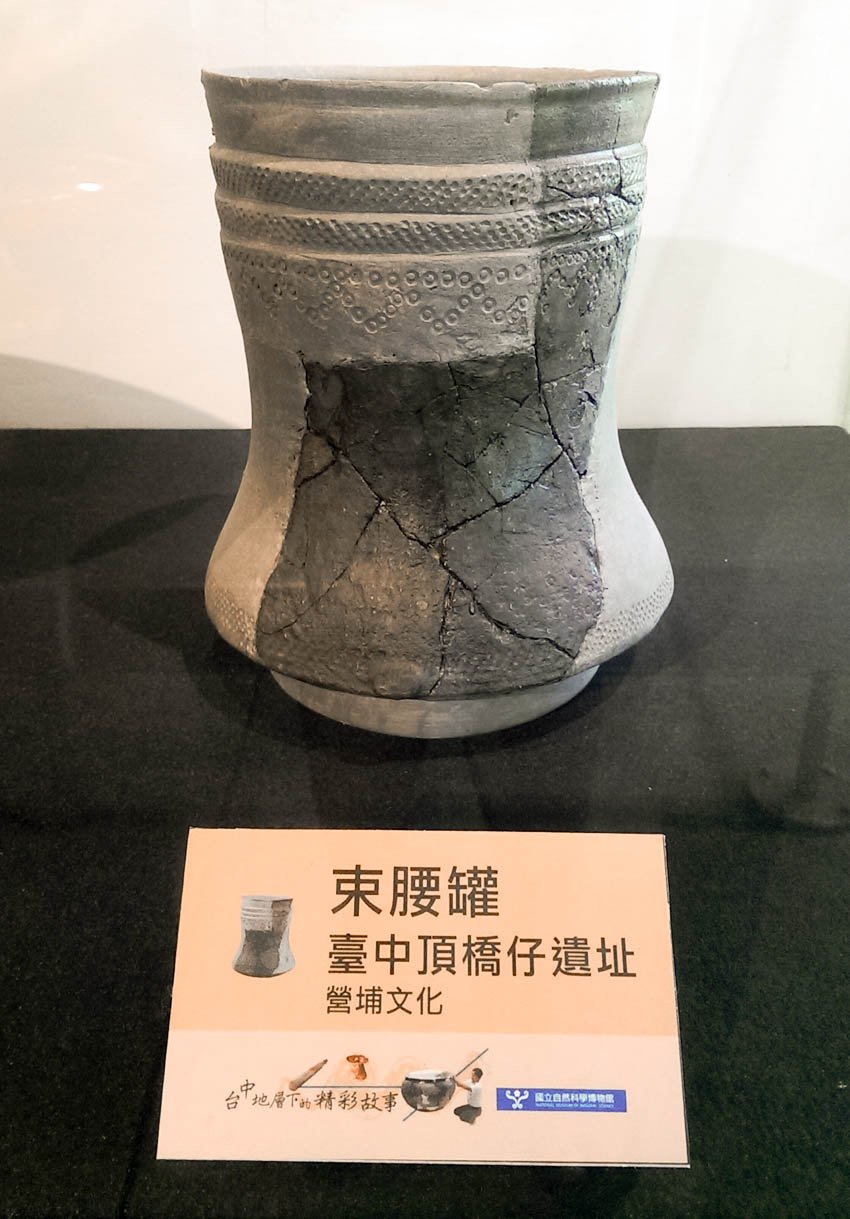
保存在牛罵頭遺址文化園區內的頂橋仔遺址出土文物

2008年11月28日，由國立中興大學歷史學系老師蘇全正在國際農業研究中心大樓興建工程移樹作業發現繩紋陶片、灰黑陶片及石器。興建工程一度停擺，校方依據臺中市文化局決議，由國立自然科學博物館協助採取「紀錄保留」的方式進行文物考古，現於國立自然科學博物館保存完好，而原遺址處則於2011年11月27日復工。

## 特色
頂橋仔遺址至少涵括五個文化層，由古至今分別為牛罵頭文化層、紅褐與灰黑夾砂陶文化層、營埔文化層、番仔園文化層、漢人文化層以及日和文化層，分布的年代約距今100年到3,700年間。